# Karlstens slottsförsamling
Karlstens slottsförsamling var en församling för de boende och intagna i Karlstens fästning i  Göteborgs stift och i nuvarande Kungälvs kommun. Församlingen uppgick 1883 i Marstrands församling.

## Administrativ historik
Församlingen bildades 1682 genom en utbrytning ur Marstrands församling, dit den återgick 1883. Församlingen ingick i ett pastorat med Marstrands församling som moderförsamling.